# Stagioni (Zejler)
Stagioni (Počasy) è una raccolta di liriche di Handrij Zejler, scrittore di lingua lusaziana, pubblicata nel 1859.
L'opera è ispirata ai canti popolari, ma ha una inconfondibile personalità. L'autore celebra l'alternarsi delle stagioni, che suggeriscono al popolo tradizioni pittoresche e simboliche.

È l'opera più fortunata di Zejler, con la quale è riuscito a conservare la voce più segreta e significativa del suo paese.